# Nauze (Aveyron)
Pour les articles homonymes, voir Nauze.
La Nauze est un ruisseau français, affluent du  Viaur, qui coule dans le département de l'Aveyron.

## Toponymie
L'origine du nom de "Nauze" proviendrait d'un mot du languedocien signifiant issue d'un lieu marécageux. Sur la commune de Cabanès en Aveyron on trouve un lieu-dit Nauze. Le nom de la ville de Noé dans la Haute-Garonne a une origine similaire.

## Géographie
De 25,3 km de longueur, la Nauze prend sa source dans le département de l'Aveyron vers 760 mètres d'altitude, sur la commune de Manhac, deux kilomètres et demi au nord-nord-est du bourg, en bordure de la ligne de chemin de fer, près du lieu-dit Montbétou.
Elle passe au pied de Calmont et conflue avec le Viaur en rive droite, en limite des communes de Camboulazet et de Sainte-Juliette-sur-Viaur, dans le village du Piboul, trois kilomètres au sud-sud-est du bourg de Camboulazet. Le confluent avec le Viaur se fait sur le site de Versailles plage situé sur la commune de Camboulazet, site particulièrement apprécié des estivants et des amateurs de nature.
Sa longueur est de 15,7 km.
La surface du bassin versant est de 49 km2, sur les communes de Baraqueville, Camboulazet, Calmont, Manhac et Sainte-Juliette-sur-Viaur.

## Affluents
Les affluents identifiés de la Nauze sont cinq ruisseaux parmi lesquels le plus long est, en rive droite, le ruisseau de Malrieu avec 6,8 km.